# Psoloessa delicatula
Psoloessa delicatula är en insektsart som först beskrevs av Scudder, S.H. 1876.  Psoloessa delicatula ingår i släktet Psoloessa och familjen gräshoppor. Inga underarter finns listade i Catalogue of Life.